# 네덜란드령 뉴기니

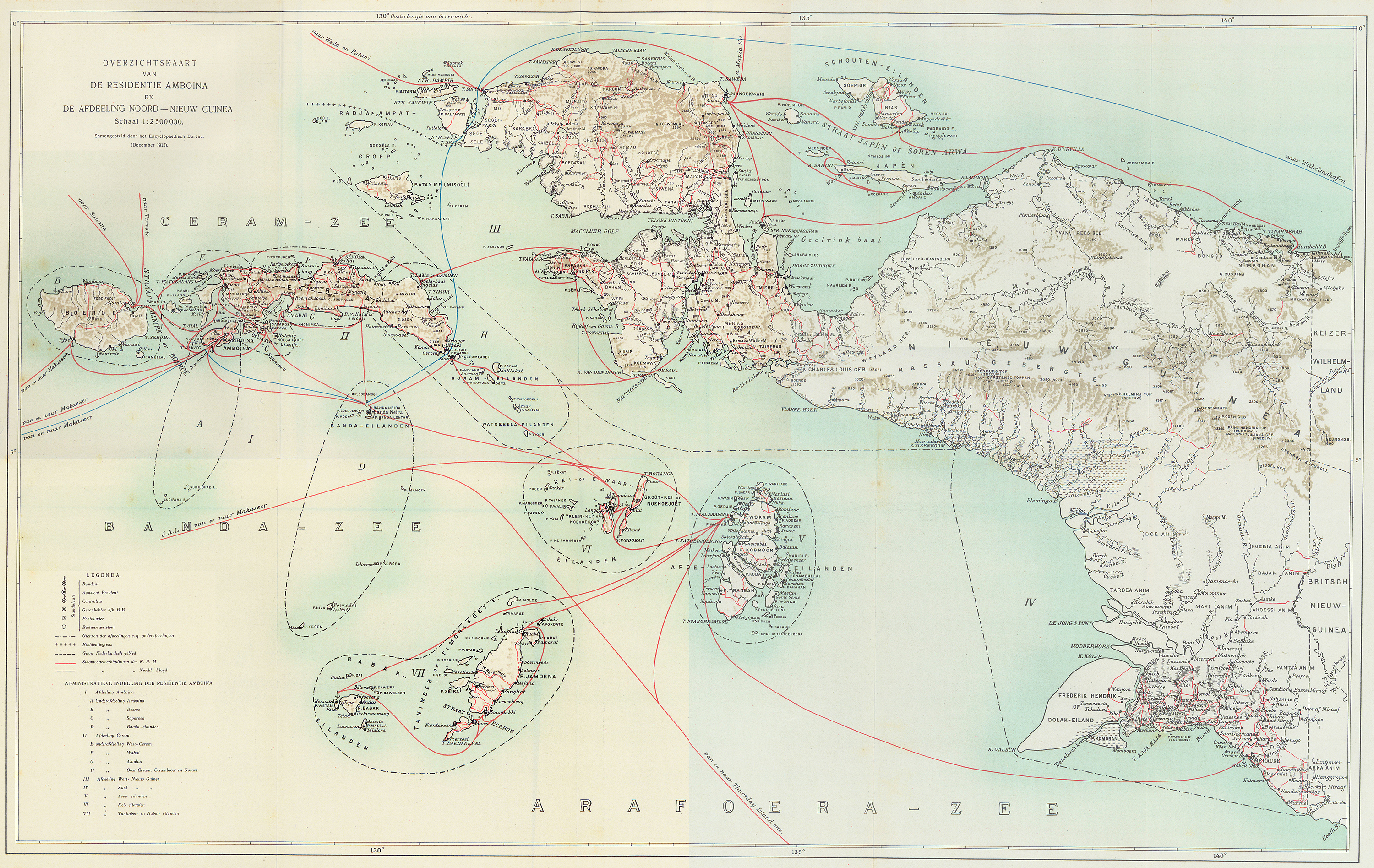
네덜란드령 뉴기니의 기선 항로를 표시한 지도 (1915년)

네덜란드령 뉴기니(네덜란드어: Nederlands Nieuw-Guinea)는 1949년부터 1962년까지 존재했던 네덜란드의 속령이었다.
1949년 네덜란드령 동인도가 인도네시아로 독립한 뒤 네덜란드는 뉴기니섬 서반부를 지배하면서 독립 국가 수립을 준비하게 된다. 약 5,000명에 달하는 교사가 거주했으며 이들은 정치와 상업, 일반 기술을 가르쳤다. 1955년 본토 해군 사관학교 생도가 최초로 졸업했고 1956년 육군 제1부대가 창설되었다.
1959년 네덜란드령 뉴기니 전역에서 선거가 실시되었고 1961년 4월 6일 뉴기니 의회가 신설되었다. 네덜란드는 1961년 12월 1일 뉴기니 의회가 채택한 새 국기와 새 국가를 승인했다. 1961년 12월 18일 인도네시아의 침공을 받았고 인도네시아군과 네덜란드군 사이에 충돌이 벌어진다. 1962년 10월 유엔이 관할하는 지역이 되었고 1963년 5월, 1969년까지 대의제 주민투표를 하는 조건으로 인도네시아에 주권을 이양했다. 1969년 인도네시아 정부 주도의 자유선택행동에 따라 인도네시아에 병합되었지만 대표에게 강압이 가해지는 등 논란의 여지를 남기게 된다.

## 같이 보기
- 뉴기니섬
- 서뉴기니
- 파푸아주
- 파푸아바랏주